# グレート・ポートランド・ストリート駅
グレート・ポートランド・ストリート駅 (グレート・ポートランド・ストリートえき、英語: Great Portland Street station) は、イギリス・ロンドンのシティ・オブ・ウェストミンスターにある、ロンドン地下鉄の駅である。
メトロポリタン線、ハマースミス&シティー線およびサークル線の列車が発着する。各路線は同じ線路・同じホームを共用する。
観光名所リージェンツ・パークに近い。駅はトラベルカード・ゾーン1にある。

## 概要
この駅はビショップス・ロード (Bishop's Road) 駅（現在のハマースミス&シティ線パディントン駅）- ファリンドン・ストリート (Farringdon Street) 駅（現在は移転し、ファリンドン駅となっている）で開業した世界初の地下鉄であるメトロポリタン鉄道の一部として開業した。
この駅は1863年1月10日に「ポートランド・ロード (Portland Road) 駅」として開業し、1917年3月1日に現在の駅名に改称された。
近隣の名所としてはリージェンツ・パーク、および1960年代に開業した際にはロンドンで最も高いビルであったPost Office Towerがある。また、この駅はベーカールー線のリージェンツ・パーク駅にとても近い。
この駅は学生の寮およびホステルであるInternational Student Houseの本館から通りを挟んだ場所にある。また、医師と外科医 (doctors and surgeons) で有名なHarley Streetにも近い。

## 隣の駅
ロンドン交通局
ロンドン地下鉄
■サークル線
ベイカー・ストリート駅 - グレート・ポートランド・ストリート駅 - ユーストン・スクエア駅
■ハマースミス&シティー線
ベイカー・ストリート駅 - グレート・ポートランド・ストリート駅 - ユーストン・スクエア駅
■メトロポリタン線
ベイカー・ストリート駅 - グレート・ポートランド・ストリート駅 - ユーストン・スクエア駅

## ギャラリー

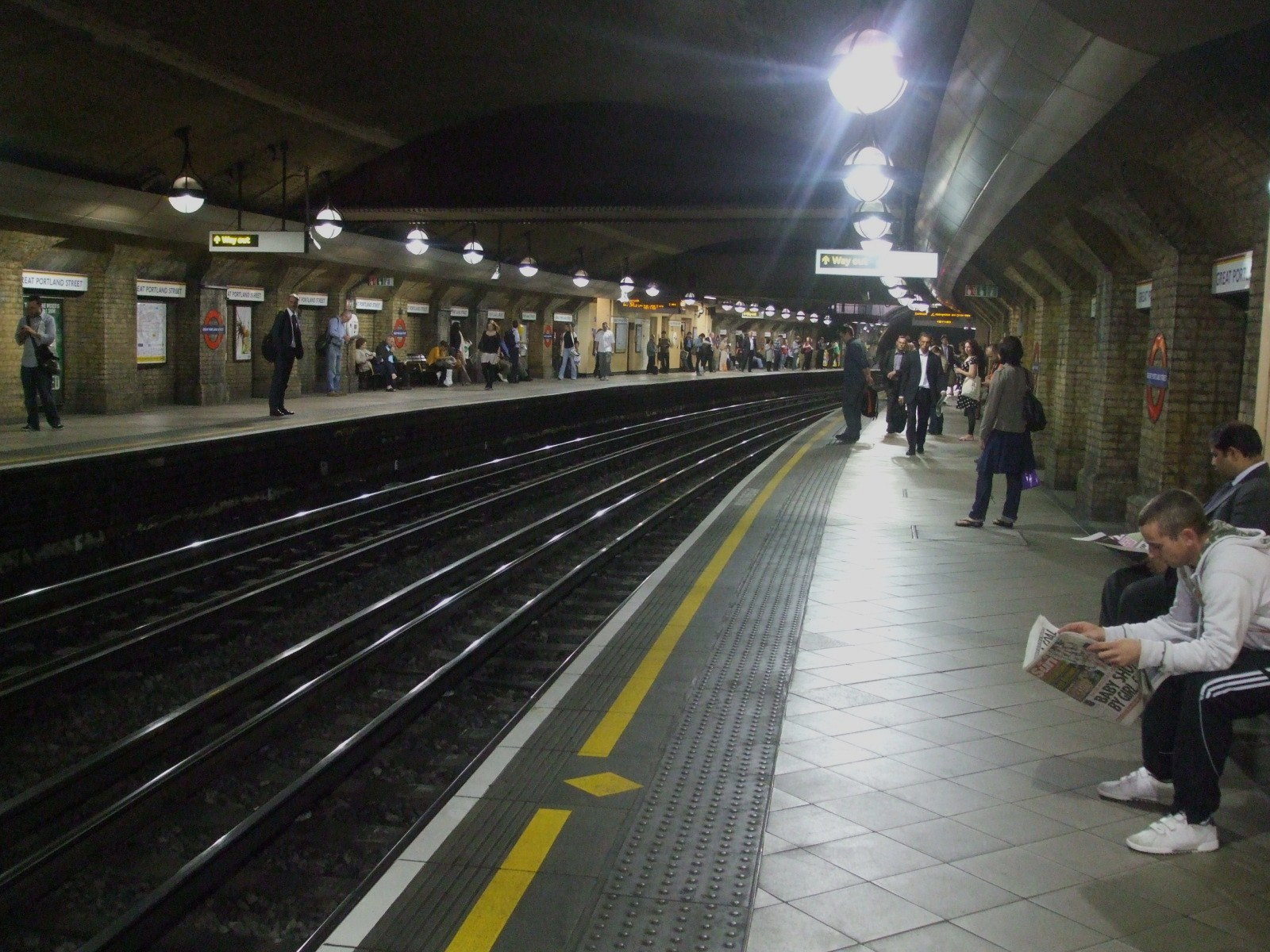
西からプラットホームを見る
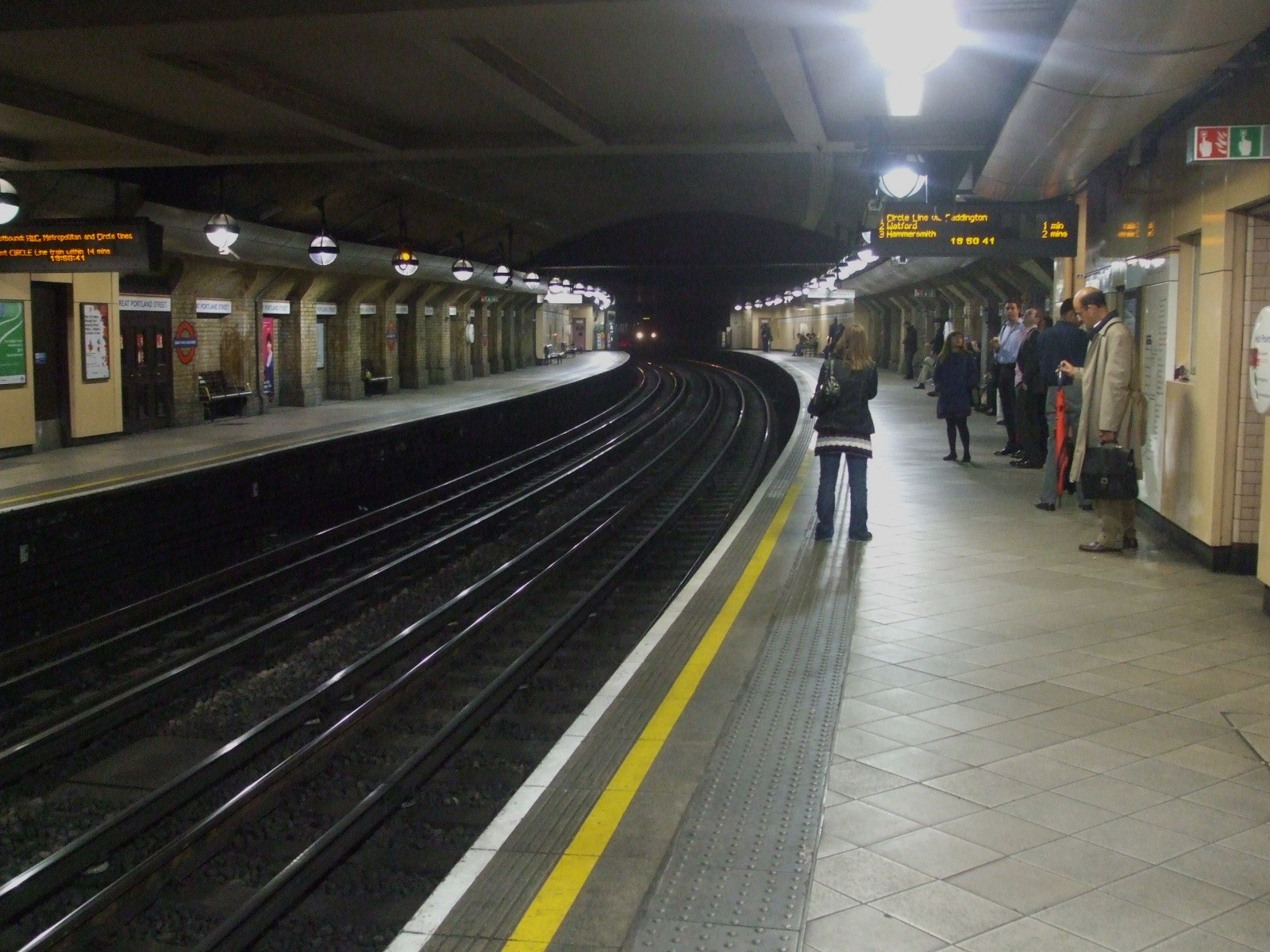
東からプラットホームを見る
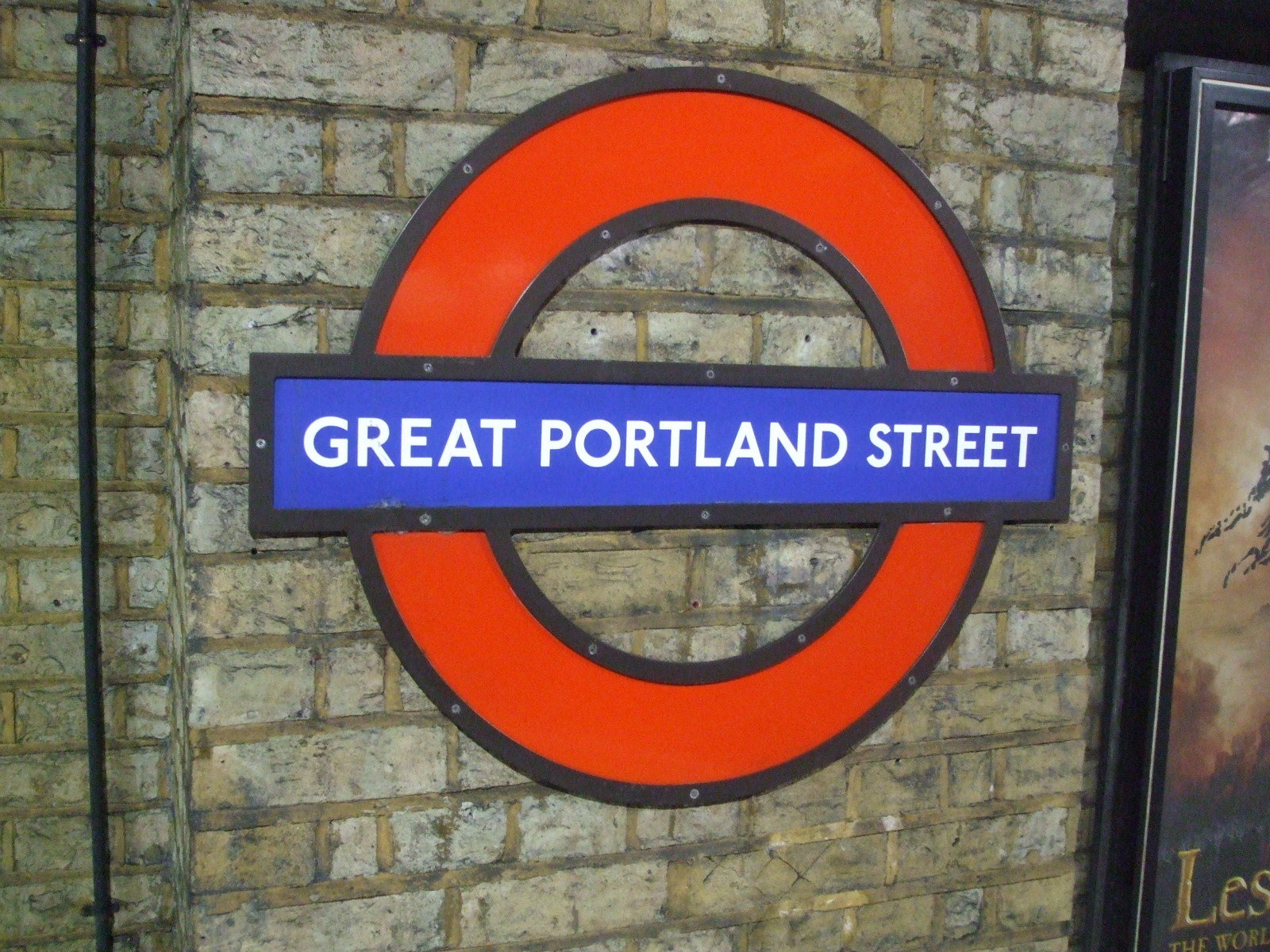
駅名版